# Bunji Kimura
Bunji Kimura (木村 文治 Kimura Bunji?, nacido el 27 de julio de 1944 en Kioto) es un exfutbolista y actual entrenador japonés.

## Clubes

### Como futbolista
| Club          | País  | Año         |
| ------------- | ----- | ----------- |
| Yanmar Diesel | Japón | 1968 - 1973 |

### Como entrenador
| Club               | País  | Año         |
| ------------------ | ----- | ----------- |
| Kyoto Shiko        | Japón | 1983 - 1991 |
| Yokohama Flügels   | Japón | 1995        |
| Kyoto Purple Sanga | Japón | 1999        |
| Kyoto Purple Sanga | Japón | 2003        |
| FC Suzuka Rampole  | Japón | 2007 - 2010 |